# San Andreas (band)
San Andreas is een emocore groep uit de Drechtsteden. 
De band bestaat uit Peter Mol alias Mega (gitaar), Stephan Kruithof alias Sopo (zang), Robert Mol alias Mini (gitaar), Jeroen Jaquet, alias Sjaak (drums, zang) en Hugo Spruijt (basgitaar). Ze brachten in 2005 hun eerste ep uit, genaamd The Lover Kills.
De band valt op door haar energieke live optredens. Sinds de oprichting in 2004 heeft de groep al meer dan 100 optredens op haar naam staan, onder andere in Engeland, Duitsland en Oostenrijk. De band speelde haar afscheidsshow op 29 juni 2012.

## Discografie

### Studioalbums
- The Lover Kills (2005)
- Man or Monster (2008)

### Compilatiealbums
- Do the Aper! (2006)
  - "Brand New Day"